# Franz Berghammer
Franz Berghammer (Viena, 20 de novembro de 1913 - 7 de julho de 1944) foi um handebolista de campo austríaco, medalhista olímpico.
Fez parte do elenco vice-campeão olímpico de handebol de campo nas Olimpíadas de Berlim de 1936, atuando em três partidas. Faleceu na Bielorrússia.